# 国际爱护动物基金会
国际爱护动物基金会（英語：International Fund for Animal Welfare，縮寫：IFAW）成立于1969年，在全球范围内救助动物个体、保护动物种群和栖息地。IFAW目前在40多个国家开展项目。